# Dan Goudaou
Dan Goudaou (auch: Dan Goudao, Dangoudaou) ist ein Dorf in der Landgemeinde Kantché in Niger.

## Geographie
Das von einem traditionellen Ortsvorsteher (chef traditionnel) geleitete Dorf befindet sich rund 14 Kilometer nordwestlich des Hauptorts Kantché der gleichnamigen Landgemeinde und des gleichnamigen Departements Kantché, das zur Region Zinder gehört. Zu weiteren Siedlungen in der Umgebung von Dan Goudaou zählen Koundoumaoua im Norden, Ichirnawa Léko im Süden und Agama im Südwesten.
Es herrscht das Klima der Sahelzone vor, mit einer durchschnittlichen jährlichen Niederschlagsmenge zwischen 300 und 400 mm.

## Bevölkerung
Bei der Volkszählung 2012 hatte Dan Goudaou 2849 Einwohner, die in 417 Haushalten lebten. Bei der Volkszählung 2001 betrug die Einwohnerzahl 2487 in 386 Haushalten und bei der Volkszählung 1988 belief sich die Einwohnerzahl auf 1645 in 281 Haushalten. Im Jahr 1973 waren es 2205 Einwohner.

## Wirtschaft und Infrastruktur
Eine Getreidebank wurde in den 1980er Jahren etabliert. Mit einem Centre de Santé Intégré (CSI) ist ein Gesundheitszentrum im Dorf vorhanden. Beim Centre de Formation aux Métiers de Dan Goudaou (CFM Dan Goudaou) handelt es sich um ein Berufsausbildungszentrum.